# Antoine Richard (athlétisme)
Pour les articles homonymes, voir Richard et Antoine Richard (botaniste).
Antoine Richard, né le 8 septembre 1960 à Fontainebleau, est un athlète français spécialiste du 100 m.

## Biographie
Aux Jeux olympiques d'été de 1980, il remporte la médaille de bronze en relais 4 × 100 m avec ses compatriotes Patrick Barré, Pascal Barré et Hermann Panzo.
Le 9 août 1986, aux championnats de France à Aix-les-Bains, il bat le record de France de la discipline en 10 s 09, effaçant des tablettes le précédent record détenu par Roger Bambuck (10 s 11).

## Palmarès

### Jeux olympiques
- 1980 à Moscou ( Union soviétique)
  -  Médaille de bronze en relais 4 × 100 m
- 1984 à Los Angeles ( États-Unis)
  - 1/4 de finale du 100 m face à Carl Lewis
  - Finaliste en relais 4 × 100 m

### Championnats d'Europe d'athlétisme en salle
- 1981 à Grenoble ( France)
  - 4e sur 50 m
- 1983 à Budapest ( Hongrie)
  - 4e sur 60 m
- 1984 à Göteborg ( Suède)
  - 4e sur 60 m
- 1985 à Le Pirée ( Grèce)
  -  Médaille d'argent sur 60 m
- 1987 à Liévin ( France)
  - 6e sur 60 m

## Records
- Recordman de France du 100 m en 1986, avec un temps de 10 s 09.